# Скіту-Скойчешть
Скіту-Скойчешть, Скіту-Скойчешті (рум. Schitu Scoicești) — село у повіті Арджеш в Румунії. Входить до складу комуни Леордень.
Село розташоване на відстані 85 км на північний захід від Бухареста, 22 км на схід від Пітешть, 119 км на північний схід від Крайови, 100 км на південь від Брашова.

## Населення
За даними перепису населення 2002 року у селі проживали 490 осіб, усі — румуни. Усі жителі села рідною мовою назвали румунську.